# (792) Metcalfia
(792) Metcalfia (1907 ZC) – planetoida z pasa głównego asteroid okrążająca Słońce w ciągu 4 lat i 90 dni w średniej odległości 2,62 au. Została odkryta 20 marca 1907 roku w Taunton (Massachusetts) przez Joela Metcalfa. Odkrywca nadał nazwę tej planetoidzie od swojego nazwiska.